# Gonionotophis stenophthalmus
Espèce
Synonymes
- Heterolepis stenophthalmus Mocquard, 1887
- Simocephalus stenophthalmus (Mocquard, 1887)
- Simocephalus rostralis Sternfeld, 1910
- Gonionotophis microps Boulenger, 1911
- Mehelya stenophthalmus (Mocquard, 1887)

Gonionotophis stenophthalmus est une espèce de serpents de la famille des Lamprophiidae. 

## Répartition
Cette espèce se rencontre :
- en Guinée ;
- en Guinée-Bissau ;
- en Côte d'Ivoire ;
- au Ghana ;
- au Togo ;
- au Nigeria ;
- au Cameroun ;
- au Gabon ;
- en République centrafricaine ;
- en République démocratique du Congo ;
- en République du Congo ;
- en Ouganda.

Sa présence est incertaine au Bénin.

## Publication originale
- Mocquard, 1887 : Du genre Heterolepis et des espèces qui le composent, dont trois nouvelles. Bulletin de la Société Philomatique de Paris, ser. 7, vol. 11, p. 1-34 (texte intégral).